# Prunet (Alta Garona)
Prunet é uma comuna francesa na região administrativa de Occitânia, no departamento de Alta Garona.
Estende-se por uma área de 4,66 km². Em 2010 a comuna tinha 152 habitantes (densidade: 32,6 hab./km²).